# دهستان گرجی

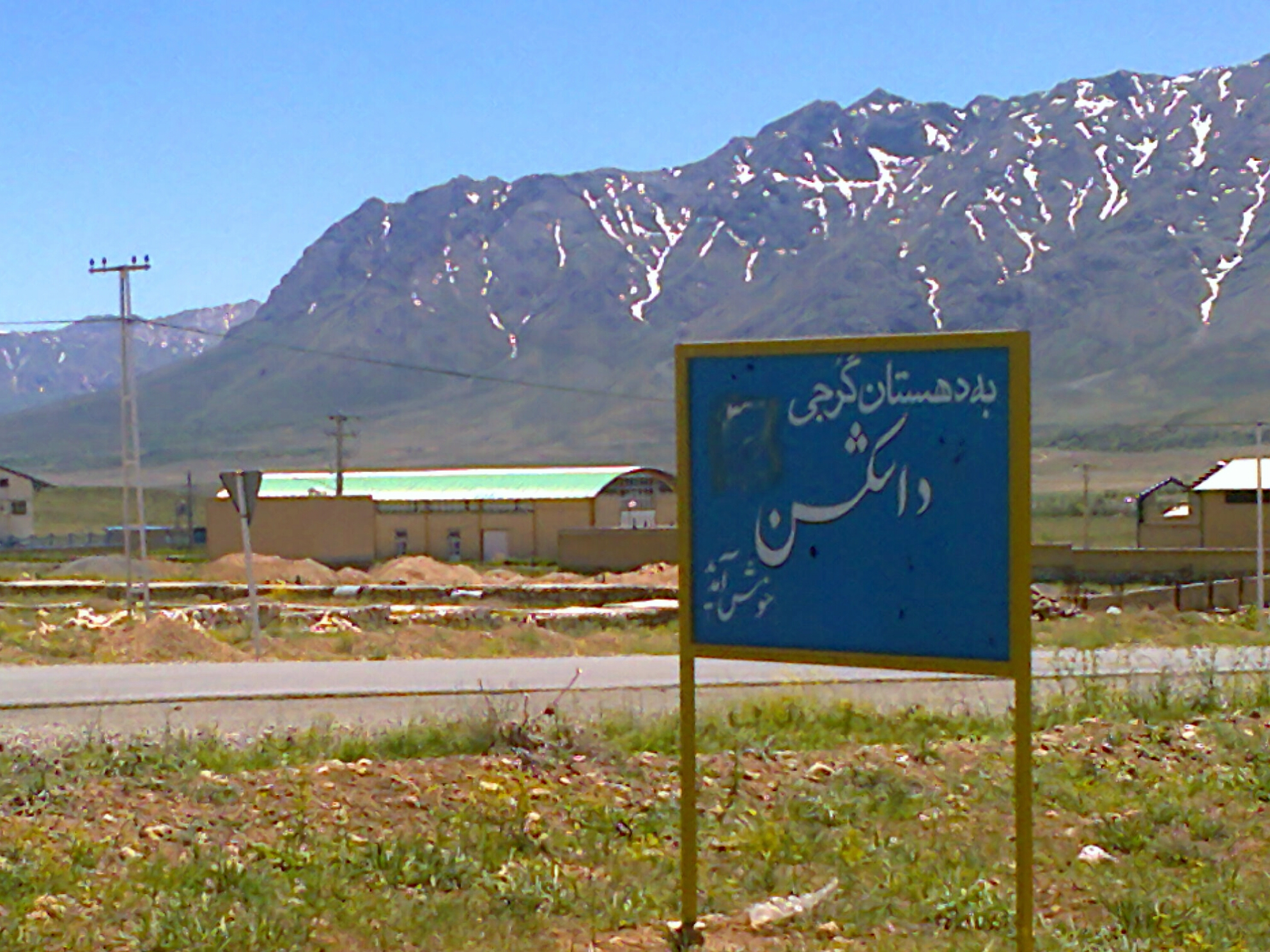
تابلو خوشامدگویی

دهستان گُرجی نام دهستانی در بخش مرکزی شهرستان بوئین میاندشت، استان اصفهان در ایران است. براساس سرشماری مرکز آمار ایران در سال ۱۳۸۵، جمعیت آن ۶۰۶ نفر (۱۲۵ خانوار) بوده‌است.
دهستان گرجی تا سال ۱۳۵۸ دارای جمعیتی برابر با ۱۸٬۸۵۱ نفر و شامل ۲۰ روستا بوده‌است.
از این تعداد ۹ روستای: آخوره‌پایین (محله ای از شهر فریدون‌شهر امروزی)، سنگباران (محله ای از شهر برف انبار امروزی)، خویگان علیا، خنگ، شاه‌بلاغ، سورشجان، بیجگرد و بادجان اخوره در سال ۱۳۵۸ و در فرایند تشکیل شهرستان فریدونشهر از دهستان گرجی جدا شدند.
همچنین ۱۱ روستای افوس ، ششجوان ، آغچه ، آقاگل ، ازناوله ، حاجی فتحعلی ، زرنه ، هزارجریب ، ماهورستان علیا ، مغاندر ، تنگ‌بید تا تبدیل روستای افوس به شهر در سال ۱۳۶۶ جزو دهستان گرجی بودند.
امروزه تنها روستای دهستان گرجی روستای داشکسن است.